# Microplana nervosa
Microplana nervosa es una especie de platelmintos tricládidos de la familia Geoplanidae. Es endémica del norte de la península ibérica (España).